# Cine São José de São Roque
De propriedade de Vasco Barioni , nasceu como uma casa de cultura e lazer, com capacidade para 1500 lugares, um dos maiores do interior paulista. Inaugurado em 19 de março de 1951 , com objetivo de dar à cidade um novo cine-teatro. Localizado na esquina das ruas Rui Barbosa e Rosina de Oliveira, 370 – Centro, São Roque /SP.
O Cine São José não é propriedade do município e consequentemente não é um patrimônio tombado pelo IPHAN . Todos os projetos e investimentos são de responsabilidades da família proprietária, ou seja, o poder público da cidade não tem vínculos de participação da administração do local.

## Cine Central
Antes de existir o Cine São José, em São Roque já existia o Cine Central, localizado na Praça da Matriz número 52. Era um estabelecimento privado, os sócios eram Ghilardi e Vasco Barioni, e possuía 400 lugares. 

## Desabamento do Teto
No dia 14 de setembro de 2009 , madrugada de segunda-feira, quase completamente o teto do local desmoronou após chuva forte. O cine-teatro se encontrava fechado já a algum tempo e encontrava-se em condições precárias, com várias rachaduras nas paredes dos andares, principalmente no último andar. 

## Projeto de restauração
O espaço ainda existe e está atualmente, no ano de 2018, passando por um processo de reforma.
Proprietário e dono da ideia de fazer um cinema de 1.500 lugares no município de São Roque. Vasco faleceu em.
Estância Turística do interior do Estado de São Paulo.
1. ↑  ARQUIVO. “Inauguração do Cine São José, 19 de março de 1951”. Arquivo Histórico Digital de São Roque. Disponível em http://www.arquivosaoroque.com.br/acervo/items/show/564.
2. ↑  Instituto do Patrimônio Histórico e Artístico Nacional. Disponível em: http://portal.iphan.gov.br/.
3. ↑  JORNAL, Guia São Roque. Teto do Cine São José desaba com a chuva. Jornal online. São Roque. Publicado em: 14.set.2009. Disponível em: https://www.guiasaoroque.com.br/noticias/teto-do-cine-sao-jose-desaba-com-a-chuva-1413.
4. ↑  PINHO, Gabriel. Cine São José inaugura café de época. Blog Saoroquinha. Publicado em: 28.ago.2017. Disponível em: http://saoroquinha.com.br/index.php/2017/08/28/cafecinesaojose/.
5. ↑  BLOG. Salas de Cinema de São Paulo – Resgate histórico dos cinemas de São Paulo. São José (São Roque – SP). Disponível em: http://salasdecinemadesp2.blogspot.com/2015/04/sao-jose-sao-roque-sp.html.
6. ↑  ARQUIVO. “Cine Central de São Roque”. Arquivo Histórico Digital de São Roque. Disponível em http://www.arquivosaoroque.com.br/acervo/items/show/465.